# Eliot Sumner
Eliot Paulina Sumner (Pisa, 1990. július 30.), Coco néven is ismert angol énekes. Az ismert zenész, Sting, és a színésznő/producer, Trudie Styler gyereke.
Debütáló albumát "I Blame Coco" nevű zenekarával jelentette meg, ezt a nevet azóta elhagyta. Az album a The Constant címet kapta, az Egyesült Királyságban 2010. november 8-án jelent meg.

## Pályafutása
Eliot Sumner fiatalon, 15 éves korában kezdett el zenélni, dalokat írni. Korai demói ezek voltak: "I Blame Coco", "Look The Other Way", "Bohemian Love", "Darkstar", "Never Be", "Voice in My Head", "Avion" és a "No Smile" (ez a dal később a The Constant albumán is megjelent, amin sok dal reggae és pop-punk elemeket tartalmaz). Az "I Blame Coco" c. dal, amit Mr Hudson-nal közösen írt, 2007-ben jelent meg önálló dalként.[forrás?] A zenekar tagjai Jonny Mott (billentyűk), Alexis Nunez (dobok), Jonas Jalhay (gitár) és Rory Andrew (basszusgitár) voltak.[forrás?]
Eliot 17 évesen szerződött az Island Records-szal. Hat hónapot töltött szövegírással és stúdiózással. Ennek eredménye lett első albuma, a "The Constant", amin Klas Åhlunddal dolgozott együtt. Menedzsere, Christian Wåhlberg szerint Åhlund nagy lelkesedéssel dolgozott együtt Eliottal, mert látta benne az igazi punk-rockert. Az album elektro-pop hangzása részben Darcus Beese-nek, az Island menedzserének köszönhető: ahogy Wåhlberg mondta, "ha Eliot másik lemezcéghez szerződik, az Åhlund-al készített album is teljesen más lenne."  Az "I Blame Coco" bemutatkozó dala, a "Caesar" 2010 februárjában jelent meg, Robyn közreműködésével. Eliot a következő dalt, a "Self Machine"-t 2010. július 10-én jelentette meg.
Eliot Fyfe Dangerfielddel is együttműködött az "Only Love Can Break Your Heart" című dalon, valamint Miike Snow és Sub Focus dalán, a "Splash"-en. Fellépett Pete Dohertyvel, Mr Hudsonnal és Plan B-vel is.
2010 áprilisában az I Blame Coco támogatta a Mercury Prize győztes La Roux-ot az egyesült királysági turnéjuk alkalmával.[forrás?] 2010 nyarán az I Blame Coco több zenei fesztiválon is fellépett, beleérte a Glastonbury, Leeds/Reading, Latitude, Secret Garden Party, Benicassim, Wireless, Isle of Wight, Lovebox and Jalouse Rocks fesztiválokat.[forrás?] 2010 októberében és novemberében a zenekar Európában turnézott.
2012-ben Eliot a második albumán dolgozott. 2012 februárjában az együttes megjelent a London's Hoxton Bar & Kitchen-en, hogy bemutassanak pár új anyagot, amivel akkoriban dolgoztak, ezek már sokkal letisztultabb és érettebb hangzást mutattak. Közölte, hogy a második albumán dolgozik. 
2013 októberében egy interjúban Sting azt mondta, hogy Coco új albuma 2014 tavaszán fog megjelenni. Később, 2014 áprilisában Coco azt nyilatkozta egy interjúban, hogy ezentúl a saját nevén fogja megjelentetni a dalait. 2014. augusztus 5-én megjelentetett egy EP-t Information címmel, ami 3 dalt tartalmaz.
Első albuma Eliot Sumnerként 2016 januárjában jelent meg.